# 八月朔日健太
八月朔日 健太（ほづみ けんた、1998年〈平成10年〉9月19日 - ）は、日本の津軽三味線奏者。青森県弘前市出身。青森県、宮城県、東京都を拠点に全国各地で活動している。

## 経歴
1998年、青森県弘前市に生まれ、幼少期を宮城県で過ごす。
18歳の時に津軽三味線と出会い、その魅力に惹かれて単身で青森に移住。津軽地方において本場の演奏技術を学び、修行を積む。
演奏のみならず作曲にも取り組んでおり、津軽三味線の奏法に革新的な手法を取り入れ、現代音楽へのアプローチや他ジャンルの楽器奏者とのコラボレーションも積極的に行っている。このような活動を通じて、幅広い層への三味線普及を目指している。
また、津軽三味線発祥の地として知られる青森県五所川原市金木町にある津軽三味線会館での演奏のほか、現代版の門付けイベントなどにも関わっており、本場での精力的な演奏活動を展開している。伝統的なバチ捌きには定評がある。
テレビ番組でのMCなどタレントとしての活動や、三味線文化の保存・継承を目的とした取り組みにも積極的である。全国各地での演奏活動を行う傍ら、青森県・宮城県・東京都にて三味線教室を運営し、次世代の育成にも注力している。
さらに、大学や企業などでの講演活動も行っており、音楽を通じた文化発信にも取り組んでいる。2024年には、サウジアラビアの首都リヤドで開催された「Japan Festival in Riyadh 2024」に出演し、国際的な舞台でも演奏を行った。

## 学歴
- 高校は宮城県立第二高等学校に在学していたことが、2016年度の大会記録により確認できる。[2]

- 大学は弘前大学を卒業している。[3][4]

## 音楽スタイルと背景
津軽三味線に出会う以前は、クラシックピアノを学んでいた経験を持ち、音楽的素養を幅広く培ってきた。そのため、三味線においても伝統的な演奏技法にとどまらず、現代的なアプローチや独自の音楽観を取り入れている。
本人の苗字である「八月朔日（ほづみ）」は、日本全国でも非常に珍しい姓の一つであり、およそ220人程度しか存在しないとされている。この苗字にちなんで、江戸時代に徳川家康が天正18年（1590年）8月1日に江戸城に初めて入城したことに由来する歴史的逸話をライブなどで紹介することがあり、その際には「自身に出会えた今日は縁起のよい一日になりますように」と観客に語りかけることもある。
また、ロボットアニメを好む一面があり、特にガンダムシリーズや『銀河鉄道999』などの作品の魅力について熱く語る場面もしばしば見られる。加えて、ささきいさお氏に対して深い敬意を持っており、アニメ音楽や主題歌文化への愛情が強い。

## 受賞歴
- 2019年 - 第3回 津軽三味線腕くらべ 団体の部 三位入賞
- 2019年 - 津軽三味線世界大会 団体B 準優勝[5]
- 2020年 - TSUGURU-SHAMISEN CONTEST 2020 オリジナル曲部門 優勝
- 2023年 - 全日本津軽三味線競技会 名古屋大会 団体の部 優勝[6]
- 2023年 - 同大会 デュオの部 4位入賞[7]
- 2024年 - 津軽三味線世界大会 団体B 準優勝[8]
- 2024年 - 全日本津軽三味線競技会 名古屋大会 団体の部 優勝（2年連続）[9]
- 2024年 - 同大会 デュオの部 4位入賞（2年連続）[10]
- 2024年 - 津軽三味線全日本金木大会 個人A級 大條和雄賞 受賞[11]
- 2025年 - 第43回 津軽三味線世界大会 団体B 準優勝[12]
- 2025年 - 第17回 全日本津軽三味線競技会 名古屋大会 団体の部 優勝（3年連続）[13]
- 2025年 - 同大会 デュオの部 準優勝[14]

## 出演

### テレビ番組
- 『SUZUKI SMILE WAY』（青森テレビ） - 番組ナビゲーター（望來〈mira〉とともに担当）
- 『踊る!さんま御殿!!』（日本テレビ） - 2025年4月29日放送[15]